# Полянка (Гомельская область)
Полянка (бел. Палянка) — деревня в Рудненском сельсовете Житковичского района Гомельской области Белоруссии.
На западе граничит с лесом.

## География

### Расположение
В 9 км на восток от Житковичей, 2 км от железнодорожной станции Бринёво (на линии Лунинец — Калинковичи), 194 км от Гомеля.

## Гидрография
На востоке Найда-Белёвский канал.

## Транспортная сеть
Транспортные связи по просёлочной, затем автомобильной дороге Лунинец — Калинковичи. Планировка состоит из чуть искривлённой меридиональной улицы, застроенной деревянными усадьбами.

## История
Согласно письменным источникам известна с XIX века как хутор в Житковичской волости Мозырского уезда Минской губернии. В 1879 году упоминается в числе селений Житковичского церковного прихода. В 1931 году жители вступили в колхоз. Во время Великой Отечественной войны 5 июля 1944 года освобождена от оккупантов. Согласно переписи 1959 года в составе совхоза «Житковичи» (центр — посёлок Гребенёвский). Действовал фельдшерско-акушерский пункт.

## Население

### Численность
- 2004 год — 19 хозяйств, 29 жителей.

### Динамика
- 1897 год — 7 дворов, 56 жителей (согласно переписи).
- 1909 год — 10 дворов, 57 жителей.
- 1917 год — 136 жителей.
- 1921 год — 19 дворов.
- 1925 год — 24 двора.
- 1959 год — 181 житель (согласно переписи).
- 2004 год — 19 хозяйств, 29 жителей.